# 拉姆斯塔尔
拉姆斯塔尔是德国巴伐利亚州的一个市镇。总面积10.42平方公里，总人口1166人，其中男性588人，女性578人（2011年12月31日），人口密度112人/平方公里。